# Tachina mallochi
Tachina mallochi är en tvåvingeart som beskrevs av Chao och Arnaud 1993. Tachina mallochi ingår i släktet Tachina och familjen parasitflugor. Inga underarter finns listade i Catalogue of Life.